# James McFadden
James McFadden (* 14. April 1983 in Glasgow) ist ein schottischer Fußballspieler.

## Karriere
Der erste Profiverein des Offensiv-Allrounders war der FC Motherwell. Von 2000 bis 2003 war McFadden bei Motherwell unter Vertrag, wo er u. a. unter Ex-Teamtrainer Berti Vogts zum Nationalspieler Schottlands reifte. Ab der Saison 2003/04 spielte der Schotte beim FC Everton. Seit der Wechselperiode im Winter 2007/08 spielte James McFadden bei Evertons Ligakonkurrenten Birmingham City. Nach einer schweren Knieverletzung und dem Auslaufen seines Vertrags kehrte er im Oktober 2011 nach Everton zurück. Nachdem sein Vertrag beim FC Everton im Sommer 2012 nicht verlängert worden war, war er zunächst vereinslos. Ende September 2012 absolvierte er ein Probetraining beim englischen Erstligisten AFC Sunderland. Ende Oktober 2012 wurde McFadden von Sunderland schließlich verpflichtet. Im Februar 2013 unterschrieb er beim FC Motherwell einen Vertrag bis Saisonende 2012/13.
McFadden spielte 48-mal im schottischen Fußballnationalteam. Am 12. September 2007 erzielte er in der 64. Spielminute gegen Frankreich aus ca. 20–25 Metern den 1:0-Endstand für Schottland.